# Valérie Čižmárová
Valérie Čižmárová (29. ledna 1952 Michalovce – 7. března 2005 Praha) byla česká zpěvačka slovenského původu.

## Život
Zpěvu a tancování se věnovala již od dětství. Po vítězstvích v pěveckých soutěžích v Košicích, České Třebové a v Jihlavě dostala v roce 1968 nabídku od Darka Vostřela na účinkování v pražském Divadle Rokoko, odkud zrovna odcházela Helena Vondráčková, Marta Kubišová a Václav Neckář do nově zakládané skupiny Golden Kids. V Rokoku účinkovala v několika muzikálech – s Waldemarem Matuškou, Karlem Hálou, Alešem Ulmem, Karlem Bláhou, Laďkou Kozderkovou, Jitkou Zelenkovou… Po násilném ukončení činnosti tohoto divadla téměř rok pobyla v Západním Německu, kde v pořadu německé televize Schlagerstudio s Petrem Albertem slavila velký úspěch, po návratu vystupovala od r. 1973 sólově s vlastní hudební skupinou pod vedením Svatopluka Čecha. V březnu 1975 se pak stala dlouholetou členkou Divadla Semafor, odkud v roce 1990 odešla se skupinou kolem Miloslava Šimka do nově založeného Divadla Jiřího Grossmana, kde byla až do rozpuštění souboru M. Šimkem v r. 1994 a kde pak příležitostně účinkovala ještě v letech 1996 a 1997 v představení „Pohoda Vánoc“' a „Pohoda všedního dne“ se svým recitálem a pro ČT natáčela pořady Kavárna u Uršuly - s Miloslavem Šimkem a Uršulou Klukovou. 
V letech 1971, 1979 a 1980 se zúčastnila Děčínské kotvy a zpívala i na Bratislavské lyře – v roce 1969 v nesoutěžní přehlídce (Sunny), v r. 1973 záskok za Petru Černockou (Koukej, se mnou si píseň broukej), v r. 1974 zastoupila Čižmárovou Helena Blehárová (Dvě řeky-Dve rieky, duet s Alešem Ulmem) a v r. 1979, kdy získala bronzovou Bratislavskou lyru (Žádný ptáčník nemá křídla). V roce 1980 odzpívala turné po Západním Německu s orchestrem Gustava Broma.
Zdravotní komplikace jí v posledních letech znemožňovaly výraznější pracovní aktivity, přesto v roce 2001 vydala CD Léta letí s kompilací starších hitů ve vydavatelství FR-Centrum, začala účinkovat v představení „Večírek pro zvané“, které se hrálo v prostorách Divadla J. Grossmanna a plánovala se i zájezdová představení. Zdravotní stav se však zhoršoval a Valérie Čižmárová předčasně zemřela ve věku 53 let.
V roce 2011 Česká televize natočila v cyklu Příběhy slavných dokumentární film LÉTA LETÍ (režie Kamila Vondrová), který mapuje profesní i osobní život Valérie Čižmárové ve vzpomínkách jejích nejbližších, kamarádů a kolegů.
V roce 2021 vznikly v RTVS Rádiu Regina západ dvě hodinové rozhlasové relace Na koncert s Reginou - Valérie Čižmárová 1. a 2. díl a v lednu 2022 k 70. nedožitým narozeninám další hodinový pořad Valérie...70, všechny s PhDr. Martinom Jurčom a Alešem Korábkem.
V březnu 2023 vyšel ve slovenském časopisu SENIOR magazín obsáhlý článek o životě Valérie Čižmárové, autorem je redaktor RTVS Radio Regina Západ PhDr. Martin Jurčo ve spolupráci s dlouholetým přítelem zpěvačky Alešem Korábkem.

## Diskografie

### SP
- 1969 Sunny / Čekám
- 1970 Když mě chceš / Proč se ti zdá
- 1971 Léta letí / Dávno nejsem hloupá
- 1971 Za sluncem, za vodou
- 1971 Koko / Pán s loutnou
- 1972 To je léto / Synu můj
- 1972 Oči nelžou / Říkáš pořád, jak ti na mně záleží
- 1972 Wir lieben schöne aus der Welt
- 1973 Tak měj mě rád / Mít aero a létat
- 1973 Pojď jen dál / Sbohem, školní bráno
- 1973 Důkaz mi dej / Huascaran
- 1973 V poschodí pátém / Malý princ
- 1973 Žár léta
- 1973 Láska na dlani / Náhodou
- 1974 Spousta příběhů / Zrzek
- 1974 Je mu pět / Pokloň se, lásko
- 1975 Námořník šel cik cak / Žokej
- 1975 Jeho laskominy / Střapatá chryzantéma
- 1976 Správnej hoch / Mám už toho dost
- 1976 Dvě řeky - Dve rieky / Strom
- 1977 Tikot všech hodin / To je zvyk
- 1977 Čas má rychlý krok / On se ti vrátí
- 1978 Kdekdo tě pomlouvá / Tak se pozná dáma
- 1978 Belfast
- 1979 Žádný ptáčník nemá křídla
- 1979 Minigolf
- 1979 Když ještě letěl rokenrol / Chvíli se smát
- 1980 Žádný ptáčník nemá křídla / Můj chlap
- 1980 Ten první rok
- 1981 Rokenrol si mě získal / Zůstaneš tu sám

### LP
- 1971 10. album Supraphonu (Léta letí)
- 1971 12 na rok (Léta letí)
- 1972 11. album Supraphonu (Koko)
- 1973 12. album Supraphonu (Tak měj mě rád)
- 1974 13. album Supraphonu (Malý princ)
- 1974 HiFiclub na 10/45 na 74 (Námořník šel cik cak)
- 1975 15. album Supraphonu (Jeho laskominy)
- 1975 Ve společném rytmu (Sněhová vločka)
- 1975 Valérie Čižmárová (směs Léta letí - Koko - Sunny - Koukej, se mnou si píseň broukej, Námořník šel cik cak, Proč si to brát, Šer-chán, Padal déšť, Koňskou dráhou, Píseň o kraji, Slova kolem nás, Byls má bój, Dál, než nejdál, Démantová zem)
- 1977 16. album Supraphonu (Správnej hoch)
- 1977 Zelené písničky (Lásko má, kéž je vítr příznivý, Ten pravý, ten první, ten můj)
- 1978 Přátelství písní (Návrat uvítám)
- 1978 Píseň mládí-Muchachito (Belfast)
- 1979 Mojmír Balling (Proč si to brát)
- 1980 Zachránci a ochránci (Pobřežní hlídka)
- 2018 Various Artist - Czech Up ! vol. 2 : Wed Be Happy (Byl´s má bój)

### CD / MC / VHS / DVD
- 1972 MC - Mladí zpěváci (Pán s loutnou, Koko)
- 1973 MC - K. Vlach a jeho sólisté (Pojď jen dál)
- 1973 MC - Gott, Urbánková, Sodoma…(Léta letí)
- 1974 MC - Mladí zpěváci II ( Tak měj mě rád)
- 1975 MC - Mladí zpěváci II (Žokej)
- 1976 MC - Filmové melodie K. Svobody (Padal déšť)
- 1976 MC - Tančíme s Orch. Studio Brno (Pobřežní hlídka)
- 1992 MC - TIP TOP GOLD 70 (Léta letí)
- 1993 MC - DJG - Jedeme do Evropy (Cingilingi)
- 1994 MC - Hity 1970 (Léta letí)
- 1996 MC - Silvestry V. Menšíka II (Překlad z maďarštiny / Rock And Roller)
- 1997 Silvestry Vladimíra Menšíka II (Překlad z maďarštiny, Rockenroller)
- 1998 Tip Top Gold 70 (Léta letí)
- 1999 Hity 1970 (Léta letí)
- 2000 Miluška Voborníková (Píseň pro všechny)
- 2001 Valérie Čižmárová - Léta letí (22 skladeb)
- 2001 MC - VALÉRIE ČIŽMÁROVÁ - LÉTA LETÍ ( 22 skladeb)
- 2003 To byl váš hit - 70. léta (Léta letí)
- 2003 MC - To byl váš hit - Sedmdesátá léta (Léta letí)
- 2004 Hitparáda 70. let (Léta letí)
- 2007 Muzikály - Pan Pickwick (Dívám se dívám)
- 2008 Hitparáda filmových melodií (Nápadníci)
- 2008 Pohodové české písničky 9 (Léta letí)
- 2008 Hitparáda 70 (Léta letí)
- 2008 Léta letí - Valérie Čižmárová - virtuální CD Supraphon (17 skladeb)
- 2009 Jitka Zelenková - singly 68-74 - virtuální CD Supraphon (Caesar a Cleopatra)
- 2009 Hity 1970-1974 (Léta letí)
- 2009 Pohoda Vánoc (Vyznání)
- 2009 Hudba let 1960-2010, rok 1970 (Léta letí)
- 2009 70/80 České hity 70. a 80. let (Léta letí)
- 2010 Valérie Čižmárová a Karel Vlach s orchestrem - virtuální CD Supraphon (11 skladeb)
- 2010 Zelené písničky (Lásko má, kéž je vítr příznivý, Ten pravý, ten první, ten můj)
- 2011 Nejvýznam. textaři čs. pop. hudby - Pavel Vrba 2 1972-79 - virtuální CD Supraphon (Střapatá chryzantéma)
- 2012 Nejvýznam. textaři čs. pop. hudby - Mirek Černý 1969-73 - virtuální CD Supraphon (Náhodou)
- 2012 Nejvýznam. textaři čs. pop. hudby - Michael Prostějovsjký - virtuální CD Supraphon (Caesar a Cleopatra)
- 2012 Valérie Čižmárová - Singly 1974-1981 - virtuální CD Supraphon (23 skladeb)
- 2012 Valérie Čižmárová - Singly 1969-1973 - virtuální CD Supraphon (25 skladeb)
- 2013 10. album Supraphonu - virtuální CD Supraphon (Léta letí)
- 2013 11. album Supraphonu - virtuální CD Supraphon (Koko)
- 2013 13. album Supraphonu - virtuální CD Supraphon (Malý princ)
- 2013 15. album Supraphonu - virtuální CD Supraphon (Jeho laskominy)
- 2013 16. album Supraphonu - virtuální CD Supraphon (Správnej hoch)
- 2013 Hitparáda filmových melodií - virtuální CD Supraphon (Nápadníci)
- 2013 Nejvýznam. textaři čs. pop. hudby - F. R. Čech 2 1973-76 - virtuální CD Supraphon (Mám už toho dost)
- 2014 Děčínská kotva 1 - virtuální CD Supraphon (Za sluncem,za vodou)
- 2014 Děčínská kotva 3 - virtuální CD Supraphon (Minigolf)
- 2014 Zelené písničky - virtuální CD Supraphon (Lásko má,kéž je vítr příznivý/Ten pravý, ten první, ten můj)
- 2014 12. album Supraphonu - virtuální CD Supraphon (Tak měj mě rád)
- 2014 CHECK THE CZECHS! - zahraniční songy v domácích verzích - ABBA - virtuální CD Supraphon (Jeho laskominy)
- 2014 Nejvýznam. skladatelé čes. pop. hudby - Jaromír Klempíř 2 1970-79 - virtuální CD Supraphon (Žádný ptáčník nemá křídla)
- 2014 CHECK THE CZECHS! - zahraniční songy v domácích verzích - 70’s - virtuální CD Supraphon (Léta letí)

- 2015 12 na rok - virtuální CD Supraphon (Léta letí)
- 2015 Śimek, Sobota, Nárožný komplet divadlo Semafor 1971-1976 - Supraphon (Nostalgická, Svět trochu k smíchu, Já jsem holka z Vinohrad, mluvené slovo)
- 2015 CHECK THE CZECHS! - zahraniční songy v domácích verzích - 80’s - virtuální CD Supraphon (Můj bláznivý den)
- 2015 CHECK THE CZECHS !(4) Zahraniční songy v dom.verzích 70’s-virt.CD (Návrat uvítám)-Supraphon
- 2015 Bratislavská lyra 3 - 1973-1976-virt.CD (Dvě řeky-Dve rieky-s A.Ulmem, Strom) - Supraphon
- 2016 Bratislavská lyra 4 - 1977-1981-virt:CD (Žádný ptáčník nemá křídla) - Supraphon
- 2016 CHECK THE CZECHS!(5) Zahr.songy v dom.ver.70’s-virt.CD(Dávno nejsem hloupá,Oči nelžou)-Supraphon
- 2016 Nejvýzn.skladatelé čes.pop.hudby-Zdeněk Marat 2 (1970-1974)-virt:CD (Šer-chán) -Supraphon
- 2016 Nejvýznamnější textaři čs.pop.hudby-J.Krůta(1972-86)-virt.CD(Proč si to brát) - s P.Jandou)-Supraphon
- 2016 Pozdrav spartakiádě 1975-virt:CD(Teď šanci máš)-původní album Panton,1975-Supraphon
- 2016 Letní nálady-virt.CD-(Za sluncem,za vodou, To je léto) - Supraphon
- 2016 CHECK THE CZECH !(6) Zahr.songy v dom.ver.70’s-virt.CD(Důkaz dej mi)-Supraphon
- 2016 Nejvýz.textaři.čs.pop.hud.-P.Žák 1(67-75)-virt.CD(Láska na dlani-s R.Kybicem,Žokej,Slova kolem nás)-Supraphon

- 2016 GALAKONCERT BRATISLAVSKÁ LÝRA 1969 (Sunny) - Tomáš Padevět
- 2016 CHECK THE CZECHS !(7) Zahr.songy v dom.ver.70’s-virt.CD (Tikot všech hodin)-Supraphon
- 2016 GALAKONCERT BRATISLAVSKÁ LÝRA 1969-virt.CD (Sunny) - Supraphon
- 2017 BLAHOPŘEJEME!-virt.CD (Léta letí) - Supraphon
- 2017 HITPARÁDA 70.LET-virtCD (Léta letí) - Supraphon
- 2017 MOJMÍR BALLING(LP Supraphon 1978)-virt.CD (Proč si to brát) - s P.Jandou - Supraphon
- 2017 TANČÍME S ORCHESTREM STUDIO BRNO-virtCD (Pobřežní hlídka) - Supraphon
- 2017 HEZKÉ CHVILKY-ORCH.VÁCLAVA ZAHRADNÍKA 4-virt:CD (Žár léta) - Supraphon
- 2017 Nejvýznam.textaři čs.pop.hudby-J.Aplt(1975-2006)-virt.CD(Lásko má,kéž je vítr příznivý)-Supraphon
- 2017 VALERIE ČIŽMÁROVÁ - DÍVÁM SE, DÍVÁM-virt.CD (14 skladeb z produkce ČSRo) - Český rozhlas
- 2018 LETNÍ NÁLADY 3-virt.CD (Žár léta) - Supraphon
- 2018 ZEMĚ ČESKOSLOVENSKÁ,DOMOV MŮJ-fyz.+virt.5tiCD(Matějská pouť)-Tomáš Padevět/Supraphon

- 2018 ŠIMEK&SOBOTA-KOMPLET 1977-1983-KLASIKA A OBJEVY-fyz.+virt.10CD(Labyrintem bloudím,Rock And Roller-2.verze LIVE,Návrat uvítám,mluvené slovo) - Sup.2018
- 2019 SUPRAPHON HRAJE..PROČ ODCHÁZÍŠ LÁSKO..70.let(6)-virt.CD(Dál než nejdál) -S.2019
- 2019 LETNÍ NÁLADY 1-3-virt.CD (Za sluncem,za vodou, To je léto, Žár léta) - Sup.2019
- 2019 PÍSNIČKY PRO VESELÉ DĚTI A JEJICH RODIČE-virt.+fyz.CD(Léta letí) - Sup.2019
- 2019 SUPRAPHON HRAJE...SVLÍKEJ LÁSKU..ze 60.let(7)-virt.CD (Když mě chceš) - Sup.2019
- 2019 HEZKÉ CHVILKY-ORCH.LADISLAVA ŠTAIDLA 25-virt.CD (Rock And Roller) - Sup.2019
- 2019 HEZKÉ CHVILKY-Tan.orch.Čs.rozhlasu 26-virt.CD (Ten první rok) - Supraphon, 2019
- 2020 ZNÁMÉ NEZNÁMÉ 2 SEDMDESÁTKY-fyzické CD(Poúkradmo,Malý princ,Zdává se mi zdává)-T.Padevět, 2020
- 2020 ZNÁMÉ NEZNÁMÉ 2 SEDMDESÁTKY-virt.CD(Poúkradmo,Malý princ)-T.Padevět/Supraphon, 2020
- 2020 SUPRAPHON HRAJE..A LÁSKA MUSÍ SE VÁM ZDÁT..ze 70.let(8)-virt.CD(Pán s loutnou)Supr.,2020
- 2020 Nejvýzn.skl.čs.pop.hud.-V.Hádl 1(68-78)-virt.CD(Tak měj mě rád,V poschodí pátém,Koňskou dráhou),Supr.,2020
- 2020 HEZKÉ CHVILKY-Orchestr Václava Zahradníka 34-virt.CD (Pokloň se,lásko) - Supraphon, 2020
- 2021 Nejvýzn.text.čs.pop.hud.-P. Žák"80"Jubil.komplet (1967-2014)-virt.6tiCD (Láska na dlani, Žokej) - Supr., 2021
- 2021 SUPRAPHON HRAJE...JÁ LÁSKA PÁLIVÁ..a další ze 70.let(11)-virt.CD (Můj chlap) - Supraphon, 2021
- 2022 HOLKY Z PORCELÁNU (remastering) - fyzické DVD (Nápadníci) - Supraphon, 2022
- 2022 JAK UTOPIT DR.MRÁČKA ANEB KONEC VODNÍKŮ V ČECHÁCH(rem.)-fyz.DVD(Pár svých duší mít)-Supraphon, 2022
- 2022 Nejvýzn.textaři čs.pop.hud.-M.Černý(1971-1979)-virt.CD(Dávno nejsem hloupá,Kdekdo tě pomlouvá)-Supraph.,2022
- 2022 ZNÁMÉ NEZNÁMÉ 4.(1971-1977) - fyzické a virtuální CD (Moře štěstí - s Jitkou Zelenkovou) - Tomáš Padevět, 2022
- 2023 SUPRAPHON HRAJE...LÁSKO, JAK SE MÁŠ..a další ze 80.let(15)-virt.CD (Můj bláznivý den, Rokenrol si mě získal) - Supraphon, 2023
- 2023 SUPRAPHON HRAJE...TAM, ODKUD PÍŠE MI LÁSKA..a další ze 70.let(13)-virt.CD (Spousta příběhů) - Supraphon, 2023
- 2023  Nejvýzn.skl.čs.pop.hud. - KAREL SVOBODA 1(1965-1974)-virt. 2CD (Padal déšť, Námořník šel cik cak) - Supraphon, 2023
- 2024  Filmové melodie Karla Svobody - virt. CD (Padal déšť) - Supraphon, 2024
- 2024 Nejvýzn.textaři.čes.pop.hud.- Zdeněk Rytíř 3 (1967-1979 ) - virt. 3CD (Démantová zem) - Supraphon, 2024
- 2024 Nejvýzn.textaři.čes.pop.hud.- Vladimír Poštulka 4 (1969-1973 ) - virt. 2CD (Léta letí, Koko) - Supraphon, 2024
- 2024 Nejvýzn.textaři.čes.pop.hud.- Vladimír Poštulka 5 (1974-1993 ) - virt. 3CD (On se ti vrátí) - Supraphon, 2024
- 2024 Nejvýzn.skladatelé čes.pop.hudby - Jaromír Klempíř (1969-1981) VOL. II - virt. CD (Dál než nejdál) - Supraphon, 2024
- 2024 Valerie Čižmárová-Hits Of The 70s (Czechoslovakia Pop) - virt.CD (21 skladeb) - Rock Archeologia 60-70 (Ru), 2024
- 2025 CHECK THE CZECHS!(8)Zahr.songy v dom.ver. 80. léta-virt.CD (Můj chlap) - Supraphon, 2025
- 2025 Nejvýzn.textaři.čes.pop.hud.- Karel Šíp 4 (1973-1993 ) - virt. 2CD (Správnej hoch) - Supraphon, 2025

## Největší hity
Léta letí, Malý princ, Koňskou dráhou, Tak se pozná dáma, Správnej hoch, Čas má rychlý krok, Návrat uvítám, Veterán, Oči nelžou, To je zvyk, Rock End Roller, Blues z okna do nebe, Je mu pět, Námořník šel cik cak, Když ještě letěl rokenrol, Žádný ptáčník nemá křídla, Vyznání

## Film

### Filmové písně
- 1972 Půlnoční kolona (Jak se tak toulám světem) - s O. Blechovou a K. Černochem

- 1974 Holky z porcelánu (Nápadníci)
- 1974 Jak utopit dr. Mráčka aneb Konec vodníků v Čechách (Pár svých duší mít)
- 1975 Město nic neví (Šer-chán)
- 1976 Banální situace (Nesmíš mi lhát) - TV inscenace, ČST Praha
- 1977 Já to tedy beru, šéfe…! (Tak nekonečně krásná)
- 1980 Eva, Eva (Krása žiť, Pena snov)

### Filmové role
- 1972 Půlnoční kolona (kamarádka v nahrávacím studiu)
- 1974 Jak utopit dr. Mráčka aneb Konec vodníků v Čechách (vodnická zpěvačka)
- 1977 Já to tedy beru, šéfe...! (zpěvačka v baru)

- 1986 Smrt krásných srnců (Lili, paní kapitánová)